# Актинотус
Актинотус (лат. Actinotus, от др.-греч. ἀκτῖνος — луч) — род растений семейства Зонтичные (Apiaceae), распространённый в Австралии и Новой Зеландии.

## Ботаническое описание
Опушенные однолетние или многолетние травы, или полукустарники. Листья простые или тройчато-рассечённые, концы узко продолговатые.
Цветки многочисленные, полигамные (чаще обоеполые и мужские), густо собраны в головку или реже в зонтик. Прицветники в 1—2 кругах, лепестковидные, травянистые или окрашенные, образуют вместе с соцветием настоящий псевдантий на длинном цветоносе.
Чашечка остающаяся, чашелистики свободные или в основании сросшиеся. Лепестки белые, розовые или фиолетовые или отсутствуют. Тычинок 3 или 5. Завязь нижняя, одногнёздная. Столбик удлиненный, двураздельный, подстолбие сжатое. Плод (4)5—8(9)-рёберный, продолговатый, эллиптический или яйцевидный, несимметричный, редуцирован до одного односемянного мерикарпия. Семя поперечно сжато с боков, вальковатое, несимметричное. Хромосомное число n = 10.

## Виды
Род включает 20 видов:
- Actinotus bellidioides (Hook.f.) Benth.
- Actinotus forsythii Maiden & Betche
- Actinotus gibbonsii F.Muell.
- Actinotus glomeratus Benth.
- Actinotus helianthi Labill. typus
- Actinotus humilis (F.Muell. & Tate) Domin
- Actinotus laxus Keighery
- Actinotus leucocephalus Benth.
- Actinotus minor (Sm.) DC.
- Actinotus moorei F.Muell. ex Rodway
- Actinotus novae-zelandiae (Petrie) Petrie
- Actinotus omnifertilis (F.Muell.) Benth.
- Actinotus paddisonii R.T.Baker
- Actinotus periculosus Henwood
- Actinotus repens Keighery ex Henwood
- Actinotus rhomboideus (Turcz.) Benth.
- Actinotus schwarzii F.Muell.
- Actinotus suffocata (Hook.f.) Rodway
- Actinotus superbus O.H.Sarg.
- Actinotus whicheranus Keighery